# فرناندو شرر
فرناندو شرر (به انگلیسی: Fernando Scherer) (زادهٔ ۶ اکتبر ۱۹۷۴) شناگر اهل برزیل است.